# 西金站

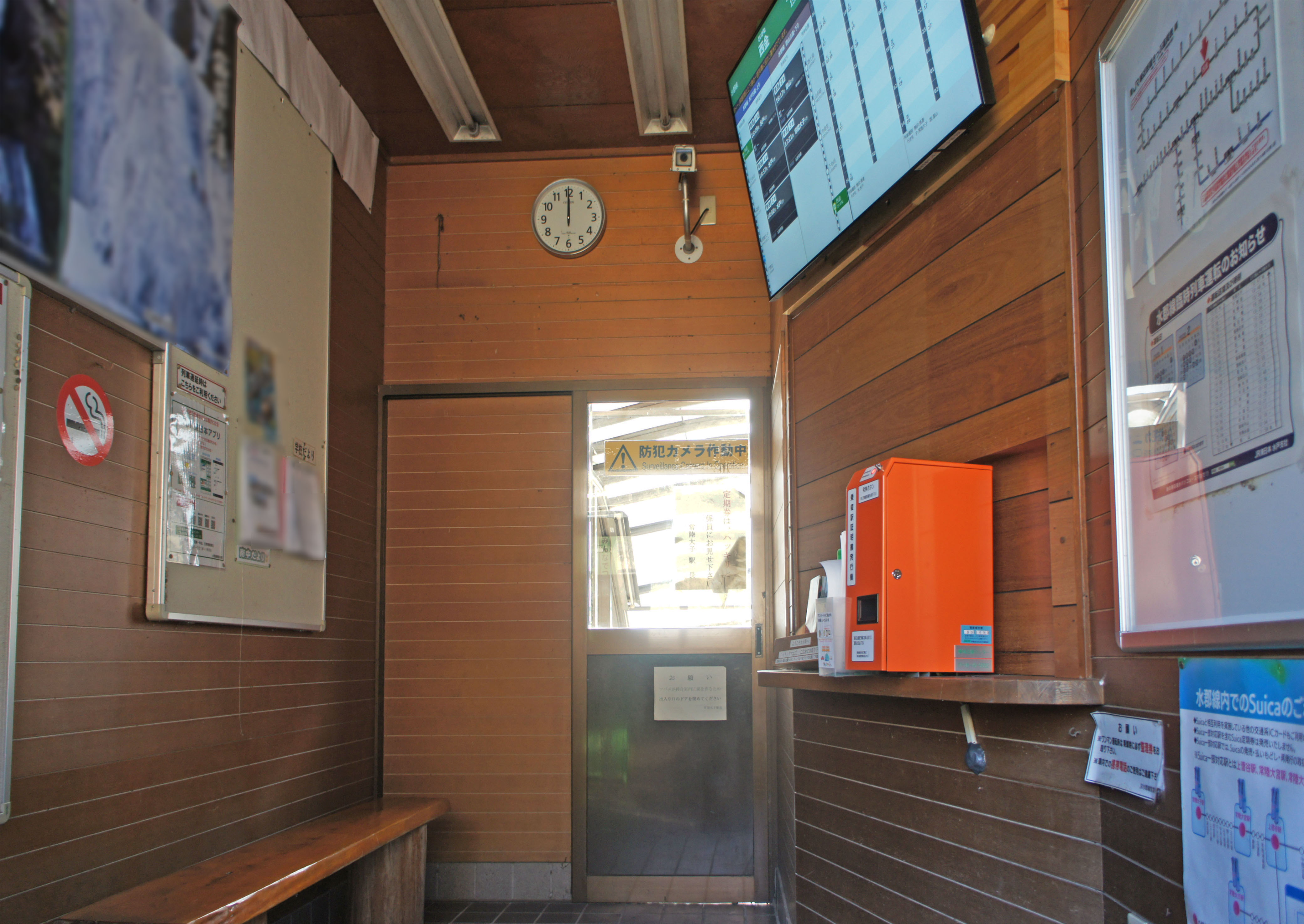
候車室（2022年2月）

西金站（日语：／ Saigane eki */?）是位於茨城縣久慈郡大子町，屬於東日本旅客鐵道（JR東日本）的水郡線車站。

## 歷史
- 1926年（大正15年）3月21日：鐵道省（國有鐵道）車站啟用。
- 1984年（昭和59年）2月1日：結束貨物起卸業務。
- 1987年（昭和62年）4月1日：伴隨國鐵分割民營化，車站由東日本旅客鐵道（JR東日本）營運[1]。
- 2007年（平成19年）3月18日：成為無人車站。
- 2019年（令和元年）
  - 10月13日：受到颱風海貝思（颱風19號）吹襲日本的影響，袋田至常陸大子之間的第六久慈川橋受到嚴重損毀，包含此站在內全線不通通行[2]。
  - 10月16日：常陸大宮至常陸大子之間開設臨時巴士[3]。
  - 11月1日：常陸大宮至此站之間重開。此站至常陸大子之間仍然設有臨時巴士（代行巴士）服務[4]。
- 2020年（令和2年）7月4日：此站至袋田之間重開。代行巴士改在鄰站上小川站出發。

## 車站構造

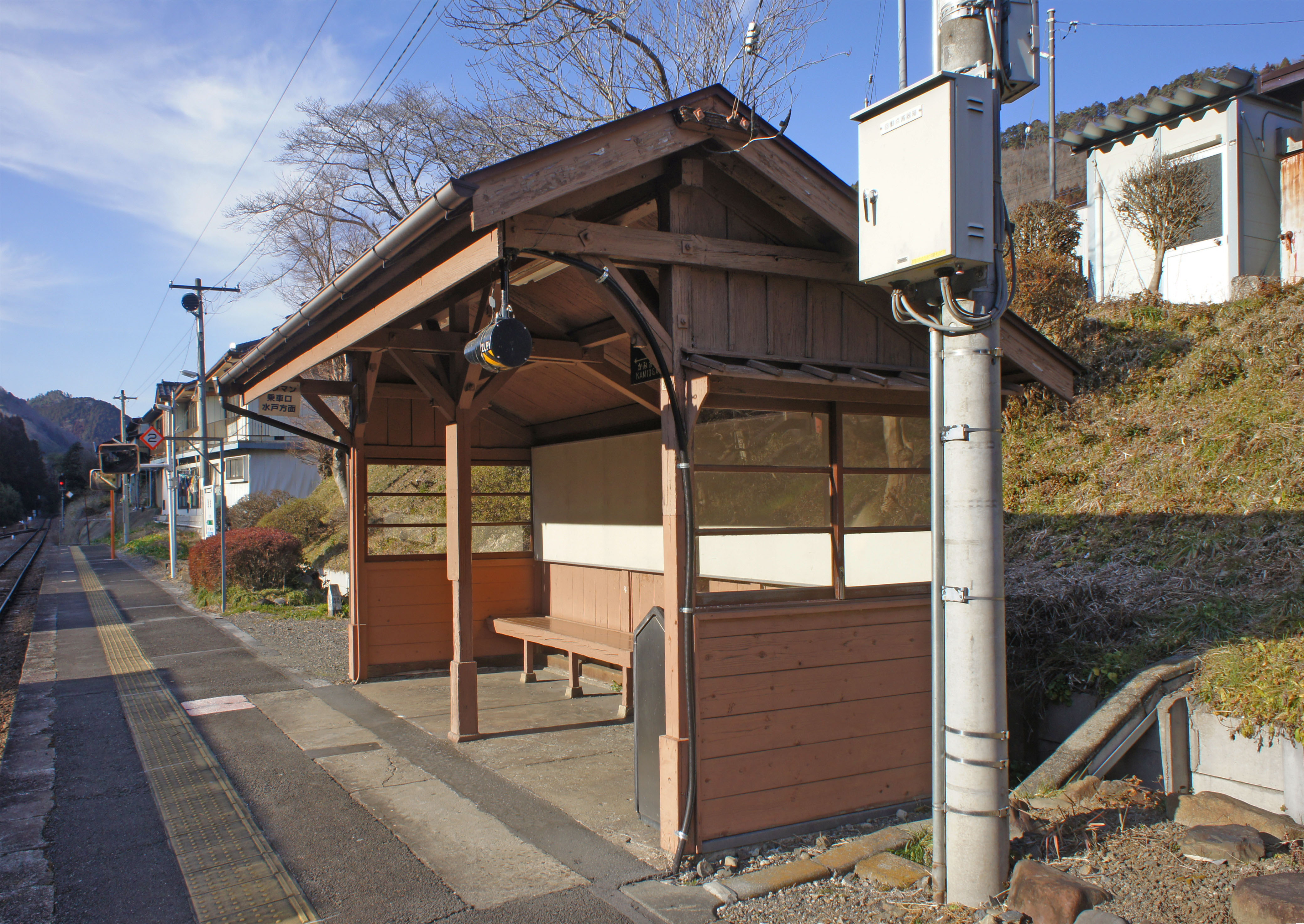
月台上的候車室（2022年2月）

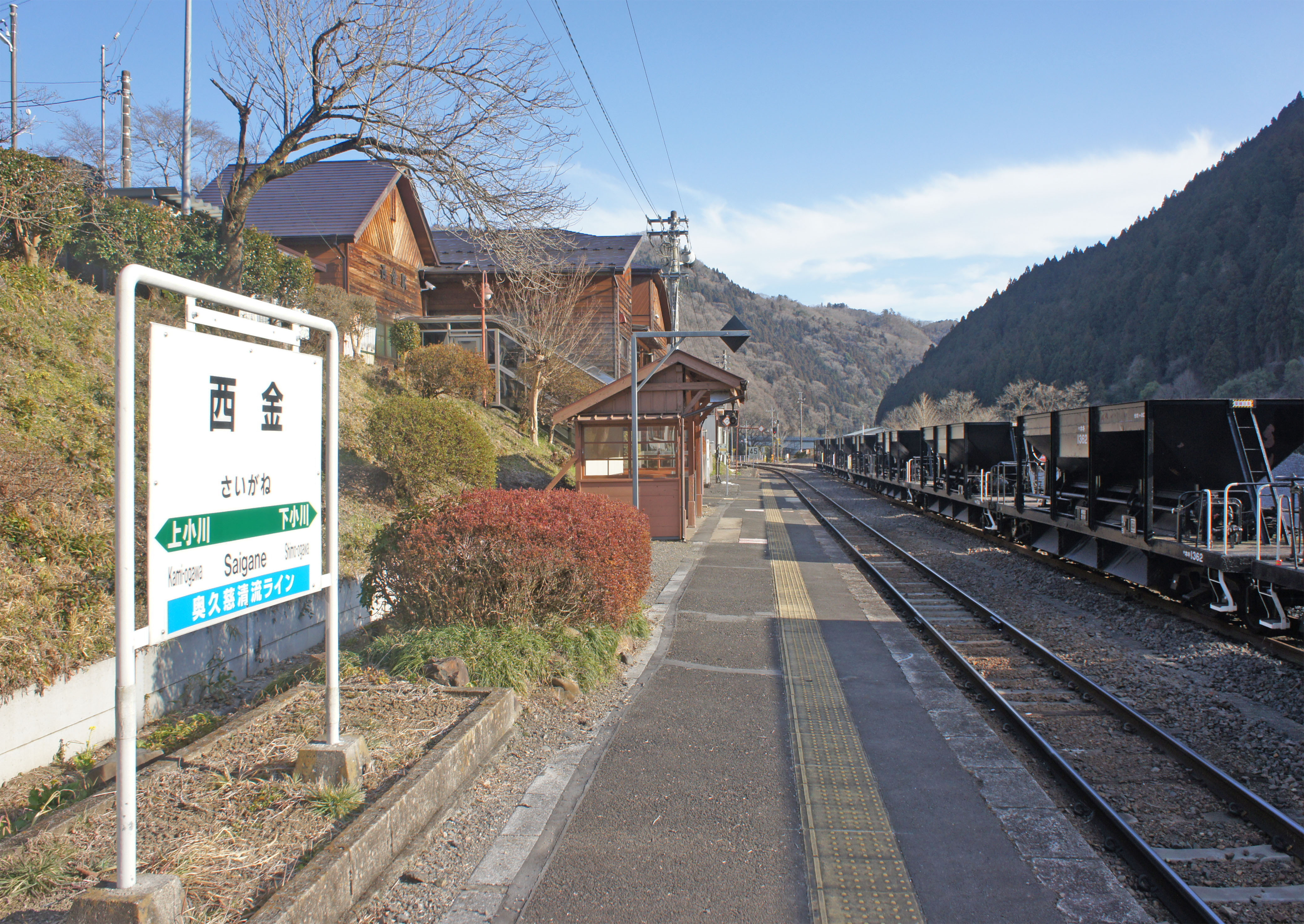
月台（2022年2月）

此站是地面車站，設有1面1線的單式月台。站內設有側線，該側線上可起卸礫石（碎石），並設有工程專用臨時列車運送礫石來往此站至水戶站之間（1往返班次）。因此站內設有場內和出發信號燈，為在閉塞邊界內。受到颱風海貝思（颱風19號）吹襲日本的影響，當時曾經設有列車在此站折返往水戶方向。
此站是由常陸大子站負責管理的鐵路車站，站內設有公民館。在1983年（昭和58年），水郡線引入CTC。在主要車站以外的直營車站均成為無人車站或簡易委託車站。雖然使用此站的乘客數較少，但仍然設有車站職員當值。本站在2007年（平成19年）成為無人車站。當需要進行礫石卸載作業時，才設有職員前往此站操作信號。在成為無人車站之際，售票櫃臺被圍板覆蓋，同時設置乘車站證明票發行機。

## 使用狀況
| 乘車人次變化       | 乘車人次變化     | 乘車人次變化   |
| 年度               | 1日平均 乘車人次 | 參考資料       |
| ------------------ | ---------------- | -------------- |
| 2000年（平成12年） | 88               | [ 利用客数 1 ] |
| 2001年（平成13年） | 86               | [ 利用客数 2 ] |
| 2002年（平成14年） | 69               | [ 利用客数 3 ] |
| 2003年（平成15年） | 65               | [ 利用客数 4 ] |
| 2004年（平成16年） | 60               | [ 利用客数 5 ] |
| 2005年（平成17年） | 62               | [ 利用客数 6 ] |

## 車站周邊
- 西金郵局
- 湯澤溫泉
- 久慈川
- 國道118號（日语：国道118号）

## 巴士路線
| 乘車處 | 系統       | 主要途經             | 目的地   | 巴士公司           | 備註         |
| ------ | ---------- | -------------------- | -------- | ------------------ | ------------ |
|        | 下小川路線 | 長福、山造入口、割山 | 町民醫院 | 大子町町民免費巴士 | 逢星期三服務 |
|        | 下小川路線 | 北澤集會所前、中湯澤 | 北富田   | 大子町町民免費巴士 | 逢星期三服務 |

## 相鄰車站
東日本旅客鐵道（JR東日本）
■水郡線
下小川－西金－上小川

## 注腳

### 使用狀況
1. ↑  . 東日本旅客鐵道.   [2019-03-01]. （原始内容存档于2018-02-13） （日语）.
2. ↑  . 東日本旅客鐵道.   [2019-03-01]. （原始内容存档于2019-04-02） （日语）.
3. ↑  . 東日本旅客鐵道.   [2019-03-01]. （原始内容存档于2019-04-02） （日语）.
4. ↑  . 東日本旅客鐵道.   [2019-03-01]. （原始内容存档于2019-04-02） （日语）.
5. ↑  . 東日本旅客鐵道.   [2019-03-01]. （原始内容存档于2019-04-02） （日语）.
6. ↑  . 東日本旅客鐵道.   [2019-03-01]. （原始内容存档于2017-08-08） （日语）.

## 外部連結
- 車站資訊（西金）：東日本旅客鐵道（日語）